# Daria Dúguina
Daria Aleksándrovna Dúguina (en ruso: Дарья Александровна Дугина; Moscú, 15 de diciembre de 1992-Bolshiye Viaziomy, 20 de agosto de 2022), también conocida como Daria Platónova (en ruso: Дарья Платонова), fue una periodista y activista política rusa. Era hija de Aleksandr Duguin, un conocido filósofo político ruso eurasianista y partidario del presidente ruso Vladímir Putin, cuyas opiniones políticas también compartía.

## Biografía
Nacida el 15 de diciembre de 1992 en Moscú, Daria Dúguina era hija de Aleksandr Duguin y su segunda esposa, la filósofa Natalia Meléntieva. Mientras estudiaba en la Universidad Estatal de Moscú, entre 2012 y 2013, fue pasante en la Universidad Bordeaux-Montaigne, especializándose en filosofía griega antigua.

## Carrera y activismo
Después de la universidad trabajó como periodista, escribiendo para el medio de comunicación estatal RT y el canal conservador pro-Kremlin Tsargrad, usando el seudónimo de Daria Platónova.
Según el Departamento del Tesoro de los Estados Unidos, que la agregó a la lista de sanciones de los Estados Unidos el 3 de marzo de 2022, era la editora en jefe del sitio web de información United World International, propiedad de Yevgueni Prigozhin, aliado de Vladímir Putin que también controlaba el Grupo Wagner. Al mismo tiempo se desempeñó como secretaria de prensa de su padre.
Durante la invasión rusa de Ucrania de 2022, se convirtió partidaria abierta de la postura rusa. En particular, afirmó que las masacres de civiles ucranianos por parte del ejército ruso durante la invasión fueron escenificadas. En junio de 2022 visitó las ciudades ocupadas de Donetsk y Mariúpol. El 4 de julio de 2022 fue sancionada por el Gobierno británico, que la acusó de desinformar en relación con la invasión de Rusia. Ella respondió diciendo que era una periodista común y que no debería haber sido sancionada.

## Asesinato
El 20 de agosto de 2022 fue asesinada a la edad de 29 años, en un atentado terrorista perpetrado en el asentamiento de Bolshiye Viaziomy, en las afueras de Moscú, cuando explotó el Toyota Land Cruiser que conducía.
Se dirigía a dicha capital después de asistir al Festival anual de arte y tradición.
Los investigadores dijeron que se había colocado un artefacto explosivo en el automóvil. No está claro si el verdadero objetivo del atentado era ella o su padre, quien se esperaba que viajara con ella pero en el último minuto cambió a otro automóvil.
El jefe de la República Popular de Donetsk, Denis Pushilin, afirmó que las autoridades ucranianas estaban detrás de la explosión, mientras estas últimas negaron cualquier implicación.
El Servicio Federal de Seguridad afirmó que los servicios especiales ucranianos estaban detrás del asesinato, alegando que contrataron a una contratista, Natalya Vovk, de nacionalidad ucraniana, que después de la explosión escapó a Estonia.
En octubre de 2022 The New York Times reveló que según información procedente de varias agencias de inteligencia de Estados Unidos fue el Gobierno ucraniano quien autorizó el ataque con un coche bomba que mató a Daria Dugina. Las mismas fuentes aseguraron al New York Times que EE. UU. no participó en el atentado, ni con inteligencia ni con ningún otro tipo de colaboración. Según el diario neoyorquino las autoridades estadounidenses creen que  el asesinato habría sido parte de una campaña encubierta y que esta podría aumentar drásticamente la tensión en el conflicto.
El presidente ruso, Vladímir Putin, envió un mensaje de condolencias a la familia de Dúguina, y la describió como una «persona brillante y talentosa con un verdadero corazón ruso».